# Castilleja quirosii
Castilleja quirosii är en snyltrotsväxtart som beskrevs av Standley. Castilleja quirosii ingår i släktet målarborstar, och familjen snyltrotsväxter. Inga underarter finns listade i Catalogue of Life.